# Geplante Eisenbahnstrecken auf Møn

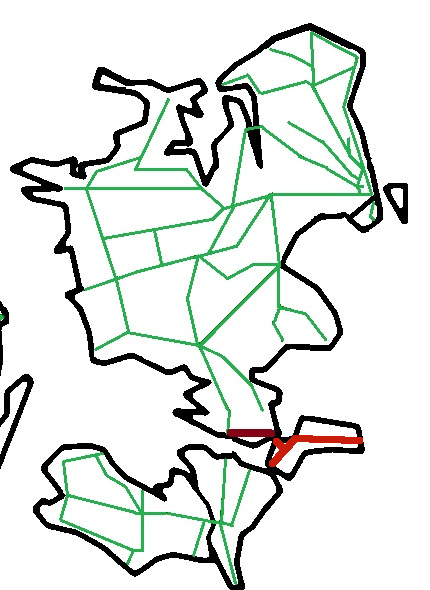
Geplante Bahnstrecke auf Møn (rot) sowie Kalvehavebanen (braun)

Geplante Eisenbahnstrecken auf Møn waren mehrere Projekte auf der dänischen Insel Møn. Eines davon wurden mit dem Eisenbahngesetz vom 27. Mai 1908, und da sich niemand um eine Konzession bewarb, mit einer Erweiterung erneut mit dem Eisenbahngesetz vom 20. März 1918 beschlossen. Die Bauvorhaben kamen nie zur Ausführung. Diese beiden letzten Projekte waren als Privatbahnen geplant, bei denen der dänische Staat die Hälfte der Baukosten übernommen hätte.

## Geschichte
Wie in vielen anderen Ländern wurden Ende des 19. und zu Beginn des 20. Jahrhunderts in Dänemark zahlreiche Bahnstrecken geplant. Viele Orte wollten aus unterschiedlichen Gründen über die Eisenbahn „mit der großen Welt“ verbunden sein. Oftmals blieb es jedoch, meist aus Geldmangel oder nicht überzeugendem Betriebskonzept, bei nicht ausgeführten Planungen.
Der erste Vorschlag für ein Jernbanesystem for Sydsjælland og Øerne (deutsch "Eisenbahnsystem für Südseeland und die Inseln") wurde durch die Ingenieure English & Hanssen 1867 veröffentlicht. Ihre Vorstellung war eine Schmalspurbahn mit einer Spurweite von 1070 mm, die von Koster und Stege über Marienborg nach Grønsund Færgegård führen sollte. Zwischen Koster und Grønsund sollten vier neue Dampffähren die Güterwagen und Fahrgäste nach Seeland und Falster bringen. Die Kalkulation sah einschließlich des Grunderwerbs, der Bahnhöfe, Zäune, Brücken, Telegrafenanlagen und Fähranleger Kosten von 699.500 Rigsdaler vor. Leider waren die beiden Ingenieure mit ihren Vorschlägen zu früh und fanden noch nicht die Sympathie der potenziellen Investoren.
In den folgenden Jahren stieg die industrielle Entwicklung auf Møn. Der Hafen in Klintholm wurde 1878 fertiggestellt und 1884 wurden die ersten Gebäude der Zuckerfabrik in Betrieb genommen. Neue Pläne für eine Bahnstrecke wurden beraten, nicht zuletzt, weil der Staat anbot, bis zu 40 % der Baukosten zu übernehmen.
Eine Kommission des Ministeriet for offentlige Arbejder (deutsch Ministerium für öffentliche Arbeiten) prüfte 1905 den Bau einer Bahnstrecke von Hårbølle nach Stege und dann weiter nach Klinten. Die insgesamt 38 Kilometer lange Schmalspurstrecke sollte elektrisch betrieben werden. Mit 27 Bahnhöfen und Haltepunkten hätte das Projekt eine Million Kronen gekostet. Trotz Wohlwollen der Kommission erfuhr das Projekt keinen politischen Rückhalt.
Trotzdem versuchten lokale Kräfte weiter, eine Eisenbahn auf der Insel zu errichten. Eine neue Strecke wurde mit dem Eisenbahngesetz vom 27. Mai 1908 und erneut mit dem Eisenbahngesetz vom 20. März 1918 vorgeschlagen. Nachdem der Staat die Hälfte der Baukosten übernommen hätte, war es für die Restkosten jedoch außerordentlich schwierig, eine Finanzierung zu erhalten. Es gab viele Zweifel, ob die Bahnstrecken rentabel wären. Stattdessen einigten sich die lokalen Gemeinden im September 1919, ein gemeinsames kommunales Busunternehmen einzurichten.

## Strecken

### Møns Klint–Bogø Færgehavn
Die Bahnstrecke Møns Klint–Bogø Færgehavn war im Eisenbahngesetz vom 27. Mai 1908 enthalten und hätte eine Länge von rund 40 Kilometer haben sollen. Dabei sollten folgende Stationen errichtet werden:
- Møns Klint
- Magleby
- Borre
- Elmelunde
- Pollerup
- Keldbymagle
- Stege
- Lendemarke
- Neble – Abzweig der Bahnstrecke Neble–Koster Færgehavn
- Damsholte
- Askeby
- Store Damme
- Hårbølle
- Fanefjord
- Bogø Færgehavn – Fährverbindung nach Bogø

Da sie nicht gebaut wurde, wurde sie mit dem Eisenbahngesetz vom 20. März 1918 erneut zum Bau ausgeschrieben.

### Neble–Koster Færgehavn
Die Bahnstrecke Neble–Koster Færgehavn hätte eine Länge von rund sechs Kilometer haben sollen. Diese Nebenstrecke war in den ersten Planungen 1908 nicht enthalten und wurde erst mit dem Eisenbahngesetz vom 20. März 1918 zum Bau vorgeschlagen. Dabei sollten folgende Stationen errichtet werden:
- Neble
- Kostervig
- Koster Færgehavn – mit einer Fähre nach Kalvehave sollte die Verbindung zur Bahnstrecke Vordingborg–Kalvehave (Kalvehavebanen) hergestellt werden.

## Industriebahnen
Da beiden Strecken nicht gebaut wurden, blieb die Insel Møn ohne öffentliche Bahnstrecke. Die Zuckerfabrik in Stege erbaute eine schmalspurige Industriebahn zwischen ihrem Werksgelände und dem Hafen in Stege, weitere Bahnen entstanden in den Steinbrüchen Hårbølle und Ulvshale, in den Ziegelwerken Marienborg und Hegnede, beim Bau des Bogødammes und der Dronning Alexandrines Bro sowie im Feuersteinbruch in Nordfeldt Strand.

## Zuckerbahn Møn
Die Zuckerfabrik Stege, die zur Aktieselskabet De danske Sukkerfabrikker (DdS) gehörte, hatte mehrere Sirupstationen in Pollerup und in Stege, von denen der Sirup per Rohrleitung nach Stege transportiert wurde.
Im Zusammenhang mit der Sirupstation in Holme wurde 1884 eine Pferdebahn von den Sirupstationen Busemarke und Mandemarke bei Klintholm gebaut. Dies war notwendig, da die Straßen schlecht waren. Für Pferdefuhrwerke war es schwierig, die großen Entfernungen zur Zuckerfabrik im Hügelland von Ost-Møn auf den Straßen zu überwinden.
Von der Sirupstation Holme führte die Strecke südwärts nach Bøgebjerg, wo sie verzweigte. Ein Zweig führte weiter südlich nach Budsemarke und von dort östlich nach Mandemarke. Eine zweite Strecke, die 1911 eröffnet wurde, führte westwärts nach Råbymagle.
Es gab Ladeplätze an den Endstationen westlich von Råbymagle sowie südlich von Mandemarke, Råbymagle und Budsemarke. In Bøgebjerg gab es nur ein Ausweichgleis. Darüber hinaus gab es mehrere Betriebe, die ihre eigenen Ladegleise hatten.
Die Strecke war insgesamt elf Kilometer lang und hatte eine Spurweite von 700 mm. Es wurden 36 Güterwagen beschafft. Ursprünglich hatten diese zwei Achsen, sie wurden später durch Drehgestellwagen ersetzt. 1930 waren 48 Wagen vorhanden.
Der Pferdebetrieb wurde zu teuer, zwei Pferde konnten nur drei kleine Wagen mit Rüben transportieren. In der Kampagne, während der die Zuckerrüben geerntet wurden, waren bis zu 18 Pferde eingesetzt. Im Zusammenhang mit der Erweiterung der Strecke nach Råbymagle wurde deshalb eine Dampflokomotive gekauft. Diese wurde von Henschel in Kassel mit der Fabriknummer 1911/10880 gebaut und erhielt die Bezeichnung DdS E.1. Dies war die erste und einzige Dampflokomotive auf der Insel Møn. Der Rangierbetrieb der Wagen in den Sirupstation wurde weiterhin mit Pferden durchgeführt.
Als immer mehr Lastwagen eingesetzt wurden, wurde der Bahnbetrieb unrentabel. So wurde 1935 die Strecke eingestellt, die Schienen ausgebaut und ein Teil der Wagen und die Lokomotive auf Lolland in andere DdS-Werke überstellt, wo sie weiter verwendet wurden. Die Lokomotive kam 1939 nach Nakskov (Majbølle), erhielt die neue Nummer DdS 8 und wurde 1953 verschrottet.
Nach dem Ende des Zweiten Weltkrieges wurde nur noch auf den Lastwagenverkehr gesetzt. Es war effizienter, die Rüben nach Stege zu transportieren und die Sirupstation in Holme wurde 1949 geschlossen. Der ehemalige Lokschuppen ist noch vorhanden.